# Kovács Péter (festő)
Kovács Péter (művészneve: Pet'R) (Budapest, 1943. június 15. – 2019. július 20.) Kossuth-díjas magyar festő, grafikus és könyvillusztrátor, kiváló művész. 2012-től a Magyar Művészeti Akadémia levelező, 2013-tól rendes tagja.
A festészet konstruktív elemeiből (vonal, indák) is építkező figuratív expresszionizmus jeles képviselője.

## Életpályája

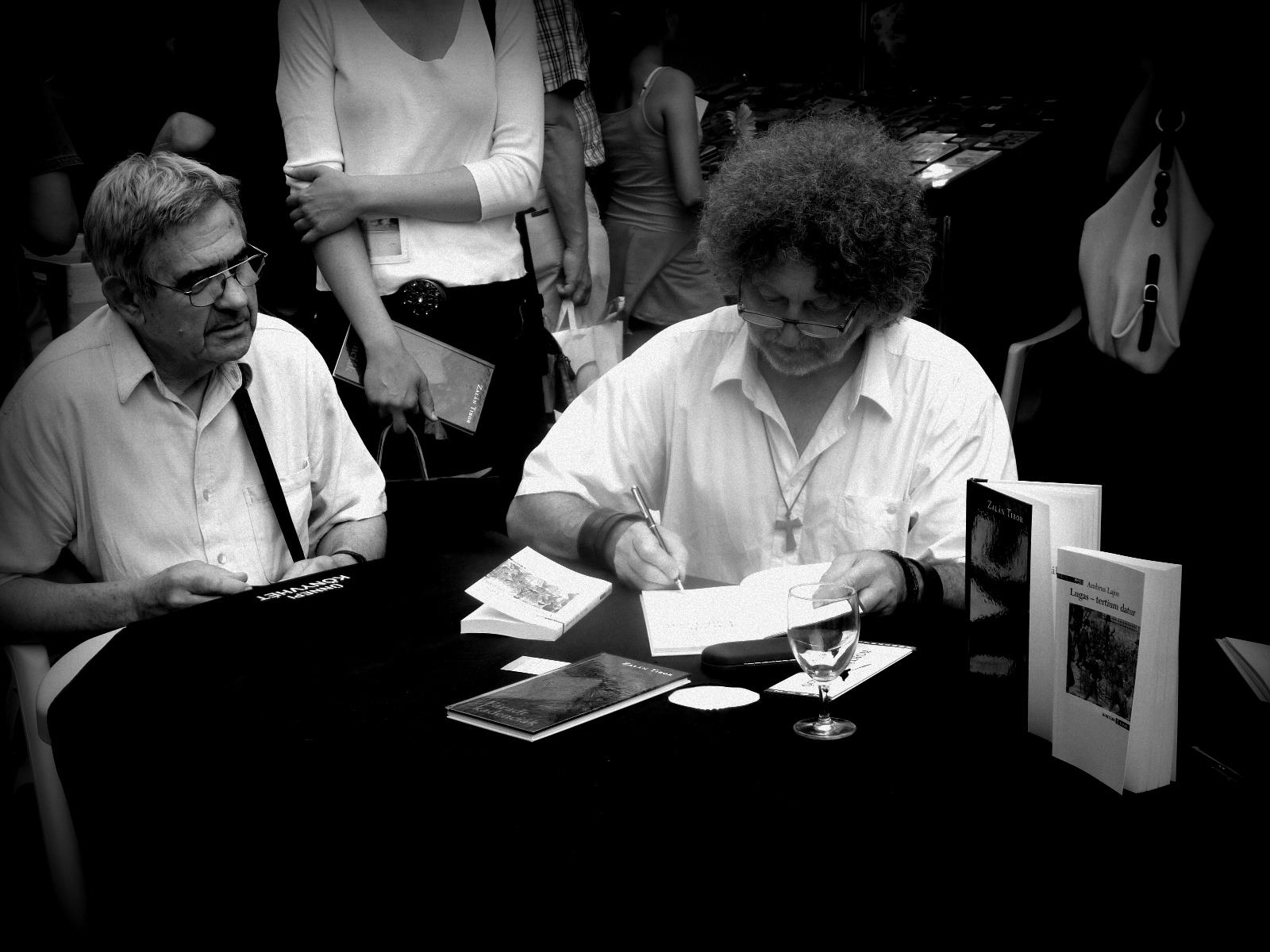
Zalán Tibor költővel a 83. Ünnepi könyvhéten, 2012-ben. A festőművész készítette több kötetének borítóját ^{(lásd.)} és illusztrációit is.

1964 és 1970 között végezte művészeti tanulmányait a Magyar Képzőművészeti Főiskola festő szakán, ahol mesterei Fónyi Géza és Barcsay Jenő voltak. 1968-ban tanári diplomát szerzett, majd művészképzésben vett részt. 1971-től 1974-ig Derkovits-ösztöndíjat kapott, majd több hazai, illetve külföldi ösztöndíjat nyert el. 1970 óta rendszeresen részt vesz mind hazai, mind külföldi csoportos kiállításokon illetve egyéni kiállításai vannak. Könyvillusztrátori tevékenysége (közel harminc gyermekkönyv és több felnőtteknek szóló kiadványban) szintén jelentős.
Festészete az emberi testet ábrázolja a gesztusfestés eszközeivel, s némi konstruktív elemekkel (vonalak, indák). Az emberi test ábrázolása nála tértől, időtől független, a test esendőségét, kiszolgáltatottságát, fájdalmait jelzi és a lélek szorongásait, feszültségeit, stresszeit. A lét és nem-lét határa alatt mozognak alakjai, talán ők Mednyánszky László csavargóinak késői unokái, akik mára már újra felnőttek a létbe. Kovács Péter képein az emberi test esendőségének megható ábrázolásáról írta Hajdu István művészettörténész: 
Mint elhagyott, aszott héjak fekszenek Kovács Péter figurái, s arra, hogy élnek, csak egy különös mozdulat emlékeztet. Hegyes, a néző felé taszított könyökük mögé bújva hevernek: védekeznek.

## Jelentősebb kiállításai (válogatás)[4]

### Egyéni
- 1971 Ferencvárosi Pincetárlat, Budapest
- 1975 Savaria Múzeum, Szombathely[5]
- 1976 Józsefvárosi Galéria, Budapest
- 1978 Stúdió Galéria, Budapest[6]
- 1981 Madách Galéria, Vác[7]
- 1981 Rippl-Rónai Múzeum, Somogyi Képtár, Kaposvár
- 1981 Műgyűjtők köre, Budapest
- 1982 Duna Galéria, Budapest
- 1982 Basel Art 13 '82, Artbureau stand, Basel, Svájc
- 1983 I. kerületi Művelődési Ház, Budapest
- 1983 Bartók Béla Művelődési Központ, Szeged
- 1984 Nógrádi Múzeum, Salgótarján (kamarakiállítás)
- 1984 Horváth Endre Galéria, Balassagyarmat
- 1986 Kőrösi Csoma Általános Iskola, Dunakeszi[8]
- 1987 Csepeli Iskola Galéria, Budapest
- 1988 Nógrádi Múzeum, Salgótarján[9]
- 1989 Vigadó Galéria, Budapest
- 1989 Hotel Atrium Hyatt, Budapest
- 1990 Galerie Risse, Wessling, Németország
- 1990 Galerie Synthese, Lienz (Ausztria)
- 1991 Philip Morris székház, München
- 1992 Galerie Opus, Wiesbaden
- 1993 Eve Art Galéria, Budapest
- 1994 Erlin Galéria, Budapest[10]
- 1994 Papírmunkák, Altstadt Galerie, Wiesbaden[11])
- 1995 Papírmunkák, Galerie am Parkberg, Hamburg[12]
- 1995 AL Galerie Walz, Stuttgart
- 1995 AL Galerie im Atelier No. 695, Frankfurt am Main
- 1996 MOL Galéria, Szolnok
- 1996 Lineart '96, Glaskasten Edition stand, Gent
- 1997 Csongrád Galéria, Csongrád
- 1997 Vigadó Galéria, Budapest
- 1998 Állapotrajzok, Újlipótvárosi Klub-Galéria, Budapest
- 1998 Gold Art Kortárs Művészeti Galéria, Budapest
- 1998 Szolnoki Galéria, Szolnok
- 1999 Bocskai Galéria, Budapest[13]
- 1999 Gallery Fran Willis, Victoria B.C. (CDN)
- 2001 Útirajzok helyett, Újlipótvárosi Klub-Galéria, Budapest (fotókiállítás)
- 2001 Savaria Múzeum, Szombathely
- 2001 Magyar Intézet, Szófia és vándorkiállítás Bulgáriában, Macedóniában
- 2001 II. Rákóczi Ferenc Megyei Könyvtár, Miskolc[8]
- 2001 FSZEK XVIII/3 Könyvtár, Budapest[14]
- 2001 Állapotrajzok, Dorottya Galéria, Budapest
- 2002 Erlin Galéria, Budapest
- 2002 Arckereső, Godot Galéria, Budapest
- 2003 Enyészetképek, bomlásrajzok, Trinitárius templom, Eger
- 2003 Vár Múzeum, Simontornya
- 2004 Címtelen képek, Meander Galéria, Budapest
- 2004 Képek, rajzok, Galerie Luca Art, Wiesbaden
- 2004 Anda Galéria, Budapest (kamarakiállítás)
- 2004 Egyesek, kettősök,[15] Aulich Art Galéria, Budapest
- 2004 Újlipótvárosi Klub-Galéria, Budapest
- 2005 Tetőtéri Galéria, Pannonhalmi Bencés Gimnázium és Kollégium, Pannonhalma
- 2005 Tamási Galéria, Tamási Füzetlapok, Örökmozgó Filmszínház, Budapest
- 2006 Kortárs Galéria, Tatabánya[8]
- 2006 Galéria IX, Budapest
- 2007 Rajzok, képek, SZTE JGYPK Fischer Ernő terem, Szeged
- 2008 Szürkület, Galéria 13, Budapest
- 2008 Horváth Endre Galéria, Balassagyarmat
- 2008 Firka / rajz, Boltíves Galéria, Budapest
- 2009 Régebbiek, újabbak, Aulich Art Galéria, Budapest
- 2009 Magyar Ispita, Városi Művészeti Múzeum, Győr
- 2017 Pet'R/Rajzok B32 Galéria és Kultúrtér, Budapest

### Csoportos
- 1971–1978 Stúdió kiállítások
- 1972 Dózsa emlékkiállítás, Magyar Nemzeti Galéria, Budapest
- 1973-tól Szegedi Nyári Tárlatok, Szeged
- 1975 Jubileumi Képzőművészeti Kiállítás, Műcsarnok, Budapest
- 1977 INTERKUNST ’77, Palais Lichtenstein, Bécs
- 1978 Studio de Budapest, Grand Palais, Párizs
- 1978 I. Nemzetközi Rajz Triennále, Wroclaw
- 1979 Kortárs magyar festészet, Hoechst Jahrhunderthalle, Frankfurt am Main
- 1979 Stúdió kiállítás, Atatürk Kulturális Centrum, Isztambul
- 1980 Kortárs magyar kiállítás, Philips Kultur Centrum, Eindhoven
- 1980-tól Salgótarjáni Tavaszi Tárlatok, Salgótarján
- 1881 Kortárs magyar akvarellkiállítás, Bankside Gallery, London
- 1982 Kortárs magyar képzőművészeti kiállítás, Philips Kultur Centrum, Eindhoven
- 1983 Fiatal magyar művészek kiállítása, Rathaus, Gauting
- 1983 Kortárs magyar képzőművészeti kiállítás, Galerie Art Invest, Stockholm
- 1983 Magyar grafika ’83, World Trade Center, New Orleans
- 1983-tól Szegedi Táblakép-festészeti Biennálék, Szeged
- 1984 Kortárs magyar festészeti kiállítás, La Galerie du Faubourg, Neuchatel
- 1984 Kortárs magyar festészeti kiállítás, Galerie Eremitage, Berlin
- 1984 Országos Képzőművészeti Kiállítás, Műcsarnok, Budapest
- 1985 40 alkotó év, Műcsarnok, Budapest
- 1985 Kortárs magyar képzőművészeti kiállítás, Sender Freies Berlin, Berlin
- 1986  I. Nemzetközi Ázsia–Európa Képzőművészeti Biennále, Művészeti Múzeum, Ankara
- 1986 Kortárs magyar festészeti kiállítás, Erholungshaus der Bayer AG., Leverkusen
- 1986 XX. századi nemzetközi portrékiállítás, Radom
- 1987 19. Nemzetközi Festészeti Fesztivál, Cháteau Musée, Cagnes-sur-Mer
- 1988 Kortárs magyar festészeti kiállítás, Stadthalle, Hagen
- 1988 Kortárs magyar festészeti kiállítás, Stadthaus Galerie, Münster
- 1988 Magyar festészeti vándorkiállítás, Ausztria
- 1988 Tavaszi Tárlat, Műcsarnok, Budapest
- 1988 Galerie Synthese kiállítás, Wiener Kanzlei, Bécs
- 1989 Tavaszi Tárlat, Műcsarnok, Budapest
- 1989 Mai magyar művészet, Sammlung Ludwig, Neue Galerie, Aachen
- 1990 Kortárs magyar képzőművészeti kiállítás, Kulturcentrum, Ystad
- 1990 Magyar gyermekkönyv-illusztrációk, Katholisches Institut, Hamburg
- 1991 Ader Tajan aukciós kiállítás, Hotel Drouot, Párizs
- 1991 Advenienti Salutem, Vármúzeum, Esztergom
- 1991 Kortárs magyar képzőművészeti kiállítás, Gallery Globo, Los Angeles
- 1992 Kortárs képzőművészeti kiállítás, Galerie Walz, Stuttgart
- 1992 Figuralitás és korszerűség, Városháza, Sopron
- 1993 Kortárs magyar képzőművészeti kiállítás, Rathaus, Hardtberg, Bonn
- 1993 A Gulácsy Galéria és a Körmendi Galéria bemutatkozása, Fondation Sophia Antipolis, Franciaország
- 1994 Art Multiple, AL Galerie Walz stand, Düsseldorf
- 1994 Kortárs magyar képzőművészeti kiállítás, H. Greve kiállítóterem, Hamburg
- 1995 T-ART Alapítvány kortárs gyűjteménye, Kultúrpalota, Marosvásárhely
- 1995 21. Nemzetközi Grafikai Biennále, AL Galerie Walz stand, Ljubljana
- 1995-től Országos Pasztell Biennálek, Esztergom
- 1996 Magyar Hetek Haarlemmermeerben, Centrum voor Kunst, Hoofddorp
- 1996 HON-LÉT-FRÍZ,  Mezőgazdasági Múzeum, Budapest
- 1997 Kortárs magyar kiállítás, Europäisches Währungsinstitut, Frankfurt
- 1997 Válogatás a „Jelenkori gyűjtemény” anyagából, MNG, Budapest
- 1998 XIX. Országos grafikai biennálé, Miskolci Galéria, Miskolc
- 1998 Art International ’98, Eve Art Galéria stand, New York
- 1999 Ungarn 2000, Galerie der Künstler, München
- 1999 Melankólia, Ernst Múzeum, Budapest
- 1999 V. Nemzetközi Rajz- és Grafikai Biennále, Városi Művészeti Múzeum, Győr
- 2000 XX. Országos grafikai biennále, Miskolci Galéria, Miskolc
- 2000 Úti-kárpitok 2000, Iparművészeti Múzeum, Budapest
- 2000 Dialógus, Műcsarnok, Budapest
- 2001 Feketén-fehéren, Műcsarnok, Budapest
- 2001 Élmény és eszmény, Gödöllői Királyi Kastély, Gödöllő
- 2002 Úti-kárpitok, Cháteau du Grand Jardin, Joinville; Studio Galeria, Varsó
- 2002 Erlin Galéria művészeinek kiállítása, Manhattan Graphics Center, New York, USA
- 2002 Kortárs magyar képzőművészeti kiállítás, Magyar Kulturális Központ, Moszkva
- 2002 Úti-kárpitok, Palazzo Bagatti Valsecchi, Milánó
- 2003 Küszöb, Limes Galéria, Rév-Komárom • A töredék metaforái, Vigadó Galéria, Budapest
- 2004 Illúziók – Textilfalak – Falfestmények, Szombathelyi Képtár, Szombathely
- 2004 Határtalanul, Galéria Múzeum, Lendva
- 2005 ÉS-tárlat, Újságírók Központi Háza, Moszkva
- 2005 Living Classics, Városi Művészeti Múzeum, Győr
- 2005 Illúziók – Textilfalak – Falfestmények, Pécsi Galéria, Pécs
- 2005 8. Nemzetközi Rajz- és Grafikai Biennále, Városi Művészeti Múzeum, Győr
- 2006 Illúziók – Textilfalak – Falfestmények, Magyar Intézet, Párizs
- 2006 Egymásra nézve, Szépművészeti Múzeum, Kolozsvár
- 2006 Illúziók – Textilfalak – Falfestmények, Magyar Nagykövetség, Berlin
- 2006 Az út 1956–2006, Műcsarnok, Budapest
- 2007 Expresszionisztikus tendenciák a kortárs magyar művészetben 1980–2007, Danubiana Meulensteen Art Museum, Dunacsún
- 2007 Testbeszéd  MODEM, Debrecen
- 2007 100 grafika – 100 kortárs képzőművész, MKE, Budapest
- 2007 Grafikai érintések a Visegrádi Négyek között, Chagall Várgaléria, Karvina
- 2007 ÉS-tárlat, Magyar Intézet, Stuttgart
- 2008 Illúziók – Textilfalak – Falfestmények, Európai Parlament, Brüsszel
- 2008 Állami Művészeti Díjazottak kiállítása, Olof Palme Ház, Budapest.
- 2009 Anno 1968 Szentendrei Művésztelepi Galéria, Szentendre[16]

## Művei közgyűjteményekben
- Albertina, Bécs
- Herman Ottó Múzeum, Miskolc
- Janus Pannonius Múzeum, Pécs
- Ludwig-Forum, Aachen
- Magyar Nemzeti Galéria, Budapest
- Móra Ferenc Múzeum, Szeged
- MUMOK, Bécs
- Nógrádi Történeti Múzeum, Salgótarján
- Pásztói Múzeum, Pásztó
- Petőfi Irodalmi Múzeum, Budapest
- Rippl-Rónai Múzeum, Kaposvár
- Savaria Múzeum, Szombathely
- T-Art Alapítvány
- Tornyai János Múzeum, Hódmezővásárhely
- Városi Művészeti Múzeum, Kortárs Gyűjtemény, Győr

## Köztéri műve
- Madaras fal : seccó (Orvosi rendelőintézet, Tamási)

## Válogatás illusztrált köteteiből
- A part alatt - Budapest, Móra Könyvkiadó 1975
- Tótágas / [vál. Ágai Ágnes] - Budapest, Móra Ferenc Könyvkiadó, 1976. 156 p. (Gyermekversek, antológia)
- Bella István: A zöld pizsamabéka - Budapest, Móra Könyvkiadó, 1979
- Tardos Anna: A baba első lexikonja - Budapest, Móra Könyvkiadó, 1977–1980 (Képes mesekönyv)
- Wilhelm Hauff minden meséje művelt ifjak és leányok részére - Budapest, Pesti Szalon Könyvkiadó, 1996
- Zalán Tibor: dünnyögés, félhangokra - Budapest, Kortárs Kiadó, 2006
- Molnár Ferenc: A Pál utcai fiúk - 47. kiad. Budapest, Móra Könyvkiadó, 2006. 158, [10] t. ISBN 978-963-11-8573-7
- Zalán Tibor: Fáradt kadenciák - Budapest, Kortárs Kiadó, 2012
- Wehner Tibor: halálversek - halálrajzok - Tata, Új Forrás Könyvek , 2013
- Zalán Tibor: és néhány haiku - Budapest, Napkút Kiadó, 2015
- Zalán Tibor: B2 - PÁHOLY -Budapest, Napkút Kiadó, 2017

## Díjak, elismerések
- Derkovits-ösztöndíj (1971–1974)
- Munkácsy Mihály-díj (1985)
- Kiváló művész (2000)
- Kossuth-díj (2008)

## Válogatott irodalom
- László Gyula: Hit az emberben - Budapest, Művészetről, művészekről, Magvető Kiadó, 1978
- Wehner Tibor: Halálképek - Kovács Péter kiállítása - Budapest, Művészet, 1989/7
- Supka Magdolna: Az eszmélkedés stációi- Kovács Péter festészete, Budapest, Kortárs, 1989. augusztus
- Zalán Tibor: A fehér cella magányos lakója - Budapest, Balkon 1995/10
- Zalán Tibor: fénykorlátozás - Pet'R festő néhány vásznára - Budapest, Élet és Irodalom, 1995
- Supka Magdolna: Kovács Péter (tanulmány) - Paletta sorozat, Budapest, 1998.
- Gaál József: Semmi és mindenség küszöbén - Kovács Péter munkáiról - Budapest, Élet és Irodalom, 2000.06.
- Gaál József: Arckereső - Kovács Péter kiállításáról - Budapest, Élet és Irodalom, 2002.09.13.
- Szeifert Judit: Lét-leletek - Netlevél (www. netlevel.hu), 2008. május
- Pet'R : Kovács Péter / [szöveggond. ... Simonits Erzsébet] ; [fotók ... Dienes Judit et al.] ; [ford. ... Anabell Barber et al.](Magyar és angol nyelven). Budapest : T'Art Alapítvány; Noran, 2008. 311 p. : ill. ISBN 978-963-87983-1-2
- Wehner Tibor: Elenyésző testek, vonalak és foltok - Pet'R Kovács Péter (tanulmány), Budapest, Noran Könyvkiadó, 2008
- Rózsa Gyula: Van irgalom - Budapest, Népszabadság, 2009.04.
- Villányi László: A teremtmény - Kovács Péternek (vers, kézirat), 2010
- drMáriás: Sikoly a szürkületből - Budapest, Élet és Irodalom, 2011.05.10.
- Jász Attila (Csendes Toll): Fájdalmasan lassú - Tata, Új Forrás Könyvek, 2013
- Szuromi Pál: A testiség traumái - Budapest, Élet és Irodalom, 2014.04.11.
- Máté Zsuzsanna: A bizonytalanság paradoxonjai - Esztétikai problematizálás Kovács Péter szegedi kiállítása kapcsán - tiszatajonline, 2014.04. 29.
- Kovács Péter: Székfoglaló előadás - Magyar Művészet -  Budapest, 2014/2
- László Melinda: A létezés dinamikája - Pet'R /Rajzok - ujmuveszet.online, 2017.05.15.

## Külső hivatkozások
- Kovács Péter honlapja
- Kovács Péter élete, munkássága, artportal.hu